# 阿尔曼多·伊安努奇

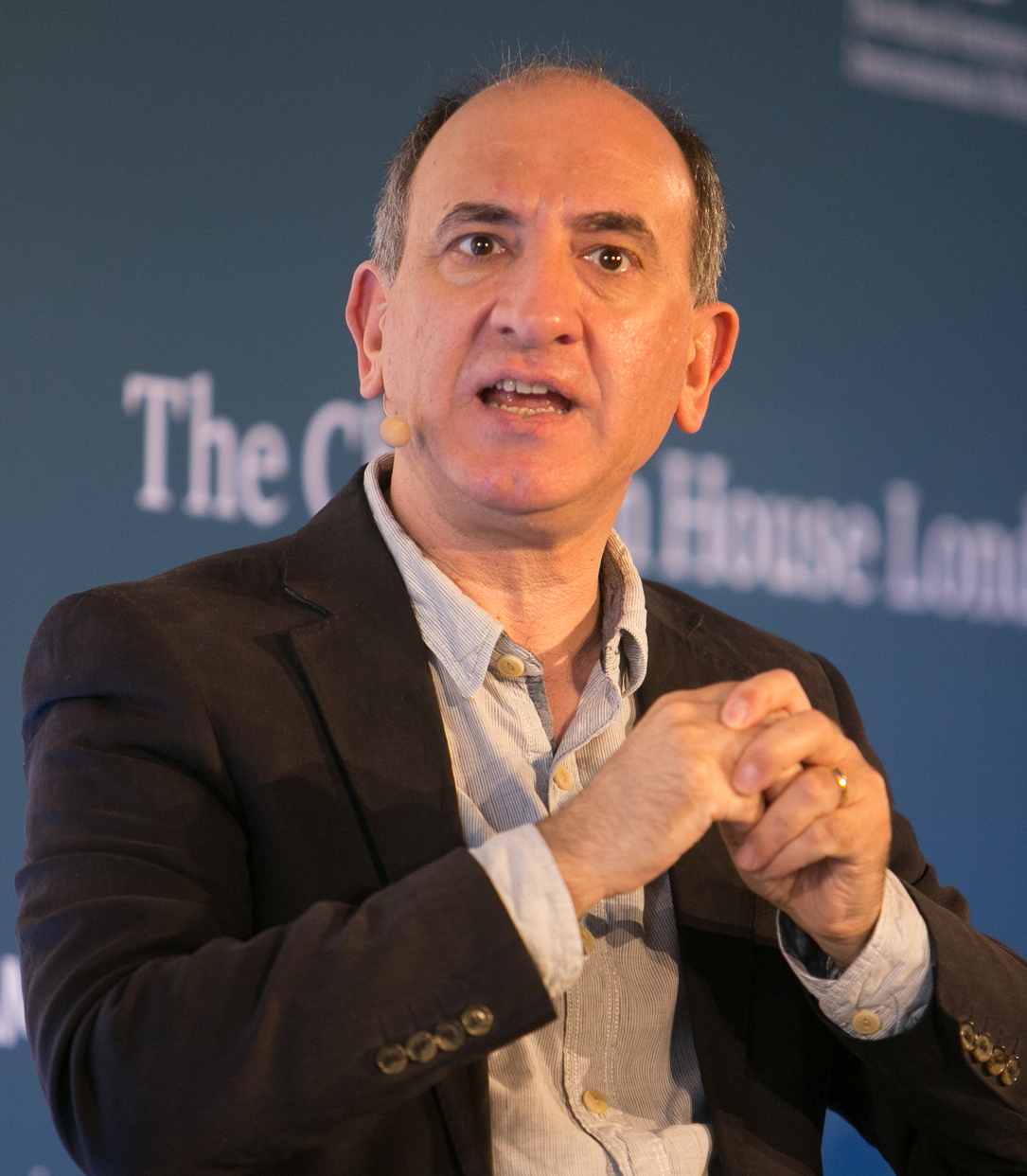
阿尔曼多·伊安努奇

阿尔曼多·伊安努奇(1963年11月28日—）是一位苏格兰讽刺作家、電影導演、制片人。
伊安努奇出生于格拉斯哥，父母是意大利人。他毕业于格拉斯哥大學，随后又进入牛津大学学习。畢業後他在BBC蘇格蘭和BBC廣播四台上班。
2005年，伊安努奇回到英国广播公司，參與创作了幕后危机。 伊安努奇還參與创作副人之仁，並凭借副人之仁于2015年獲得两项黃金時段艾美獎。他于2017年执导弊傢伙！史太林死咗。